# Đức Thanh
Đức Thanh (chữ Hán phồn thể: 德清縣, chữ Hán giản thể: 德清县, âm Hán Việt: Đức Thanh huyện) là một huyện thuộc địa cấp thị Hồ Châu, tỉnh Chiết Giang, Cộng hòa Nhân dân Trung Hoa. Huyện Đức Thanh có diện tích 936 km², dân số 420.000 người. Mã số bưu chính của Đức Thanh là 313200. Chính quyền nhân dân huyện Đức Thanh đóng ở số 158, phố Vĩnh An, trấn Vũ Khang. Về mặt hành chính, Đức Thanh được chia thành nhai đạo, trấn, hương.
- Trấn: Vũ Khang, Càn Nguyên, Lạc Xá, Tân An, Lôi Điện, Chung Quản, Vũ Việt, Thảo Can Sơn.
- Hương: Phiệt Đầu, Tam Hợp.